# Tracee Talavera
Tracee Talavera (San Francisco, Estados Unidos, 1 de septiembre de 1966) es una gimnasta artística estadounidense, especialista en la prueba de la viga de equilibrio con la que ha logrado ser medallista de bronce mundial en 1981.

## Carrera deportiva
En el Mundial de Moscú 1981 gana la medalla de bronce en la viga de equilibrio, quedando situada en el podio tras la alemana Maxi Gnauck, la china Chen Yongyan y empatada en el bronce con otra china Wu Jiani.
En los JJ. OO. de Los Ángeles 1984 gana la plata en el concurso por equipos, tras Rumania y por delante de China, siendo sus compañeras de equipo: Michelle Dusserre, Pamela Bileck, Julianne McNamara, Mary Lou Retton y Kathy Johnson. 